# كاوان سانتوس
كاوان سانتوس سيلفا (بالبرتغالية: Kauan Santos Silva‏) هو لاعب كرة قدم برازيلي في مركز الوسط والظهير الأيمن، ولد في 17 يونيو 2004 في البرازيل يلعب في نادي شباب الأهلي الإماراتي.

## وصلات خارجية
- كاوان سانتوس على موقع قاعدة بيانات كرة القدم.إي يو (الإنجليزية)
- كاوان سانتوس على موقع Soccerway.com (الإنجليزية)
- كاوان سانتوس على موقع عالم كرة القدم.نت (الإنجليزية)